# پره‌کیسه‌دارها
پره‌کیسه‌دارها (نام علمی: Phalanger) نام سرده‌ای از کیسه‌داران عضو تیره درخت‌نوردان کیسه‌دار است. اعضای این سرده به خاطر داشتن پره در میان انگشت‌های پاهای عقبیشان شناخته شده‌اند. از آن‌ها اغلب با عنوان کوسکوس یاد می‌شود.
- سرده پره‌کیسه‌دارها
  - کوسکوس گب (Phalanger alexandrae)
  - کوسکوس کوهی (Phalanger carmelitae)
  - کوسکوس خاکی (Phalanger gymnotis)
  - کوسکوس معمولی شرقی (Phalanger intercastellanus)
  - کوسکوس وودلاک (Phalanger lullulae)
  - کوسکوس چشم‌آبی (Phalanger matabiru)
  - کوسکوس تلفومین (Phalanger matanim)
  - کوسکوس معمولی جنوبی (Phalanger mimicus)
  - کوسکوس معمولی شمالی (Phalanger orientalis)
  - کوسکوس آراسته (Phalanger ornatus)
  - کوسکوس روتشیلد (Phalanger rothschildi)
  - کوسکوس ابریشمی (Phalanger sericeus)
  - کوسکوس اشتاین (Phalanger vestitus)